# اوانزبرگ (پنسیلوانیا)
اوانزبرگ (به انگلیسی: Evansburg) یک منطقهٔ مسکونی در ایالات متحده آمریکا است که در شهرستان مونتگومری، پنسیلوانیا واقع شده‌است. اوانزبرگ ۲٬۱۲۹ نفر جمعیت دارد.